# Kyle (rapper)
Kyle Thomas Harvey (Califórnia, 18 de maio de 1993), conhecido artisticamente como KYLE, K.i.D. ou Kyle is Determined, é um rapper, cantor, compositor e ator norte-americano.